# Castro Pretorio

Logotipo del rione.

Castro Pretorio es el 18º rione de Roma. El logotipo es el estandarte dorado de la guardia pretoriana sobre un fondo rojo. El rione recibe su nombre de las ruinas del Castrum Praetorium, las barracas de la guardia pretoriana, incluidas en la muralla Aureliana.